# West Dorset
West Dorset war bis 2019 ein District in der Grafschaft Dorset in England. Verwaltungssitz war die Stadt Dorchester. Benachbart lagen North Dorset und Purbeck im Osten sowie Weymouth and Portland im Süden, die alle zu Dorset gehörten, außerdem East Devon im Westen und South Somerset im Norden. Die Südwest- und Südostgrenze bildete die Küste des Ärmelkanals.
Der Bezirk wurde am 1. April 1974 gebildet und entstand aus der Fusion der Boroughs Bridport, Dorchester und Lyme Regis, des Urban District Sherborne sowie der Rural Districts Beaminster, Bridport, Dorchester und Sherborne. Zum 1. April 2019 ging der District in der neuen Unitary Authority Dorset auf.

## Gliederung
Auf lokaler Ebene gliederte sich West Dorset in insgesamt 138 Einheiten:
- 6 Städte (Town)
- 38 Gemeinden (Civil Parish) mit eigenem Gemeinderat (Council)
- 76 Gemeinden, die einen gemeinsamen Rat mit anderen Gemeinden haben, in insgesamt 24 Gruppen
- 18 Gemeinden ohne Rat[1]

Im Einzelnen waren dies, mit Einwohnerzahl (2013, offizielle Schätzung):
| Towns: 1. Beaminster (3100) 2. Bridport (8280) 3. Chickerell (5510) 4. Dorchester (19480) 5. Lyme Regis (3600) 6. Sherborne (9650) C. P. mit eigenem Council: 1. Allington (940) 2. Bishop’s Caundle (390) 3. Bothenhampton (2100) 4. Bradford Abbas (880) 5. Bradford Peverell (380) 6. Bradpole (2330) 7. Broadmayne (1250) 8. Buckland Newton (610) 9. Burton Bradstock (930) 10. Charminster (2980) 11. Charmouth (1310) 12. Cheselbourne (310) 13. Chideock (550) 14. Crossways (2360) 15. Dewlish (270) 16. Evershot (210) 17. Folke (270) 18. Frampton (510) 19. Holwell (350) 20. Leigh (470) 21. Litton Cheney (370) 22. Loders (510) 23. Maiden Newton (1110) 24. Melbury Osmond (130) 25. Minterne Magna (200) 26. Mosterton (640) 27. Netherbury (1270) 28. Osmington (610) 29. Owermoigne (510) 30. Purse Caundle (90) 31. Shipton Gorge (350) 32. Stinsford (300) 33. Stratton (610) 34. Sydling St. Nicholas (450) 35. Symondsbury (1010) 36. Thorncombe (680) 37. Toller Porcorum (270) 38. Winterborne St Martin (780) C. P. ohne Council: 1. Askerswell (160) 2. Catherston Leweston (30) 3. Caundle Marsh (70) 4. Chilcombe (10) 5. Clifton Maybank (40) 6. Frome Vauchurch (160) 7. Haydon (30) 8. Hooke (170) 9. Littlebredy (50) 10. Mapperton (60) 11. Melbury Bubb (40) 12. Melbury Sampford (30) 13. Melcombe Horsey (140) 14. North Wootton (50) 15. Poxwell (30) 16. Rampisham (110) 17. Warmwell (80) 18. Wraxall (40) | C. P. mit gemeinsamem Council: - Broadwindsor 1. Broadwindsor (1320) 2. Burstock (120) 3. Seaborough (60) - Cam Vale 1. Holnest (220) 2. Leweston (120) 3. Lillington (50) 4. Longburton (460) - Cerne Valley 1. Cerne Abbas (820) 2. Godmanstone (130) 3. Nether Cerne (20) 4. Up Cerne (10) - Char Valley 1. Stanton St Gabriel (110) 2. Whitchurch Canonicorum (640) 3. Wooton Fitzpaine (360) - Chesil Bank 1. Abbotsbury (480) 2. Fleet (60) 3. Langton Herring (120) 4. Portesham (670) - Chetnole and Stockwood 1. Chetnole (330) 2. Stockwood (30) - Comptons, Toller and Wynford 1. Compton Valance (50) 2. Toller Fratrum (10) 3. West Compton (20) 4. Wynford Eagle (60) - Corscombe, Halstock and District 1. Corscombe (490) 2. East Chelborough (50) 3. Halstock (510) 4. West Chelborough (40) - Frome Valley 1. Cattistock (430) 2. Chilfrome (40) 3. Frome St Quintin (150) - High Stoy 1. Batcombe (120) 2. Hermitage (70) 3. Hilfield (50) - Kingston Russell and Long Bredy 1. Kingston Russell (30) 2. Long Bredy (220) - Knightsford 1. Tincleton (150) 2. West Knighton (390) 3. West Stafford (280) 4. Woodsford (80) | C. P. mit gemeinsamem Council: - Parrett and Axe 1. Chedington (130) 2. South Perrott (130) - Piddle Valley 1. Alton Pancras (160) 2. Piddlehinton (410) 3. Piddletrenthide (660) - Powerstock and North Porton 1. Powerstock (290) 2. North Poorton (20) - Puddletown Area 1. Athelhampton (30) 2. Burleston (20) 3. Puddletown (1450) 4. Tolpuddle (420) - Puncknowle and Swyre 1. Puncknowle (460) 2. Swyre (90) - Queen Thorne 1. Nether Compton (330) 2. Over Compton (190) 3. Sandford Orcas (170) 4. Trent (300) - Thornhackett 1. Beer Hackett (100) 2. Thornford (830) - Upper Marshwood Vale 1. Bettiscombe (50) 2. Marshwood (310) 3. Pilsdon (50) 4. Stoke Abbott (190) - Winterborne Farringdon 1. Bincombe (510) 2. Whitcombe (20) 3. Winterborne Came (40) 4. Winterborne Herringston (20) 5. Winterborne Monkton (50) - Winterbourne Abbas and Steepleton 1. Winterbourne Abbas (320) 2. Winterbourne Steepleton (270) - Yeo Head 1. Castleton (80) 2. Goathill (10) 3. Oborne (120) 4. Poyntington (130) - Yetminster and Ryme Intrinseca 1. Ryme Intrinseca (110) 2. Yetminster (1030) |